# Dandi Abarchi
Dandi Abarchi (* 1942 in Matankari) ist ein nigrischer Offizier, Politiker und Diplomat.

## Leben
Dandi Abarchi wurde 1962 zu den Nigrischen Streitkräften einberufen. Er wurde Anfang 1963 zum Korporal befördert und machte eine Ausbildung für Offiziersanwärter in Montpellier in Frankreich. Anschließend arbeitete er als Ausbildner im nigrischen Militärlager Tondibiah. Abarchi übernahm im Oktober 1963 die Leitung der Kampfabteilung der Nigrischen Streitkräfte auf der zwischen Niger und Dahomey umstrittenen Insel Lété. Ab Juli 1964 diente er als Offiziersanwärter in der 3. Kampfkompanie in Zinder. Er besuchte 1966 die Militärschule in Bouaké in der Elfenbeinküste. Nach seiner Rückkehr wurde er Kommandant einer Einheit in der Wüste nördlich von Tahoua, zunächst im Rang eines Unterleutnants, ab 1969 als Leutnant. Er war ab 1970 wieder als Ausbildner in Tondibiah tätig. 1972 wurde er stellvertretender Kommandant der 3. Kampfkompanie in Zinder, 1973 Kommandant der Gemischten Einheit des Kaouar in Dirkou und im Februar 1974 Kommandant der 5. motorisierten Saharakompanie in Tahoua.
Abarchi war einer der Offiziere, die beim Militärputsch am 15. April 1974 Staatspräsident Hamani Diori absetzten und als Oberster Militärrat bis 1989 die Militärjunta Nigers bildeten. Seine Aufgabe beim Putsch bestand darin, die höchsten Funktionsträger von Hamani Dioris Regime zu verhaften. Nach dem Staatsstreich wurde Abarchi Repräsentant des Obersten Militärrats im Departement Zinder, das er ab 1975 als Präfekt leitete. Er wechselte als Präfekt 1979 ins Departement Diffa, 1981 ins Departement Maradi und 1983 ins Departement Dosso. Er war zudem Mitglied des Nationalen Entwicklungsrats. Militärisch erreichte er zuletzt 1987 den Rang eines Oberstleutnants.
Dandi Abarchi gehörte zum engsten Kreis um Seyni Kountché, des Staatschefs und Vorsitzenden des Obersten Militärrats. Als der Staatschef 1987 starb, schickte sein Nachfolger Ali Saibou mehrere Kountché-Vertraute als hochrangige Diplomaten ins Ausland. Abarchi wurde 1988 nigrischer Botschafter im Ministerrang in Senegal und 1991 Botschafter in Benin und Togo mit Residenz in Cotonou. Er ging 1992 in Ruhestand, engagierte sich jedoch weiterhin politisch in der Kountchés Militärregime verbundenen Partei MNSD-Nassara, für die er bei den Parlamentswahlen 1993 und den Parlamentswahlen 1995 im Wahlkreis Dosso antrat. Im Jahr 1996 war er außerdem Mitglied der Verfassungskammer des Höchstgerichts.

## Ehrungen
- Kommandeur des Nationalordens Nigers
- Großes Verdienstkreuz des Verdienstordens der Bundesrepublik Deutschland
- Kommandeur der Ehrenlegion
- Kommandeur des Nationalordens Guineas[1]